# Normazione

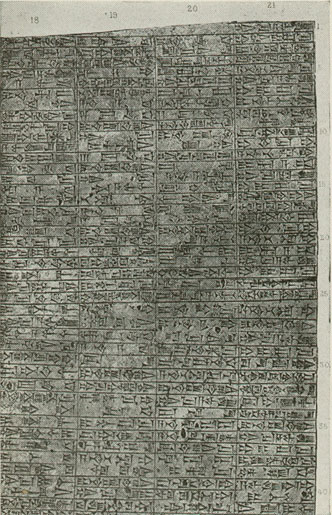
Una delle più antiche raccolte di leggi conosciute: il Codice di Hammurabi

Normazione (anche normativa o legislazione), in diritto, indica l'attività della produzione di norme giuridiche nonché l'insieme delle stesse.

## Analisi e significato
Il termine ha due diversi significati, può infatti designare:
- l'esercizio della funzione pubblica del potere legislativo consistente nella produzione, attraverso appositi atti giuridici (atti normativi), di norme giuridiche generali e astratte, che vanno a costituire l'ordinamento giuridico (funzione normativa);
- il complesso delle norme in tal modo prodotte.

## Il concetto nelle fonti del diritto
Negli ordinamenti a costituzione rigida le leggi sono subordinate, nella gerarchia delle fonti del diritto, alla costituzione e alle leggi che la modificano o integrano (leggi costituzionali). La prima è di solito adottata da un organo ad hoc, l'assemblea costituente; le leggi costituzionali, invece, sono di solito adottate dal parlamento con una procedura aggravata rispetto a quella prevista per le leggi ordinarie.  Negli ordinamenti a costituzione flessibile, invece, la costituzione è posta allo stesso rango delle leggi, sicché può sempre essere modificata o integrata da queste.
In alcuni ordinamenti (ad esempio in Francia e Spagna) esiste anche una fonte di tipo legislativo (legge organica) adottata dal parlamento con procedura aggravata che ha rango gerarchico superiore alla legge ma subordinato alla costituzione e alle leggi costituzionali, alla quale sono riservate determinate materie.

## Le funzioni normative

### Nel potere legislativo
Secondo il principio di separazione dei poteri,  in uno stato di diritto la funzione normativa è affidata a uno specifico potere dello stato, intendendosi con questa espressione un organo o un complesso di organi dello stato indipendenti dagli altri poteri. Più precisamente, la funzione normativa è esercitata dal potere legislativo che si compone del parlamento e degli eventuali analoghi organi di stati federati, regioni o altri enti territoriali ai quali è riconosciuta autonomia legislativa. Come si è già accennato, tali organi producono le norme attraverso un atto che prende il nome di legge.
Peraltro, in nessun ordinamento il principio di separazione dei poteri viene applicato in modo così rigoroso da concentrare nel solo potere legislativo la possibilità di emanare norme generali e astratte.

### Nel potere esecutivo
In tutti gli ordinamenti è riconosciuto un potere regolamentare, più o meno esteso, al governo, ad autorità indipendenti e a vari enti pubblici, territoriali e no, dotati di autonomia regolamentare. In virtù di questo potere possono essere prodotte norme con un atto che di solito prende il nome di regolamento; tale fonte, tuttavia, si colloca in una posizione gerarchica subordinata a quella della legge, sicché le norme regolamentari non possono essere in contrasto con le norme legislative, pena la loro invalidità, secondo il principio espresso dal brocardo lex superior derogat inferiori.
Molte costituzioni consentono inoltre al governo di emanare norme aventi la stessa forza di quelle legislative - e quindi con lo stesso rango gerarchico - sottoposte a successiva ratifica del parlamento o previa delega di quest'ultimo (tanto la ratifica quanto la delega sono date con legge). Gli atti con i quali vengono emanate queste norme sono di solito denominati decreti od ordinanze e ne sono esempi, nell'ordinamento italiano, i decreti-legge e i decreti legislativi.

### Nel potere giudiziario
Nei paesi di common law la possibilità di emanare norme generali e astratte è riconosciuta anche agli organi giudiziari che, in tal modo, adottano le loro norme di procedura (le cosiddette rules of court). Si tratta di un potere normativo attribuito dalla legge e, quindi, le norme così emanate sono subordinate a quelle di rango legislativo.
Nei paesi di common law, inoltre, gli organi giudiziari concorrono alla creazione del diritto anche, e soprattutto, attraverso i precedenti desumibili dalle loro pronunce, secondo il principio dello stare decisis; in questo caso, tuttavia, non si può parlare di funzione normativa in quanto la produzione giuridica avviene con modalità del tutto diverse da quelle legislative e regolamentari.
Si possono, invece, fare rientrare nella funzione normativa l'annullamento delle norme di legge (o di atti aventi forza di legge) in contrasto con la costituzione da parte del giudice costituzionale, così come l'annullamento delle norme regolamentari emanate dal potere esecutivo in contrasto con la legge o la costituzione da parte del giudice amministrativo, negli ordinamenti dove sono previsti. Le sentenze di questi giudici si collocano nella gerarchia delle fonti allo stesso livello delle norme che annullano.

## Nel campo elettorale
In vari ordinamenti il corpo elettorale (o una sua parte), oltre a eleggere propri rappresentanti che eserciteranno funzioni normative, può esercitare direttamente tali funzioni o, quantomeno, partecipare al relativo procedimento. Negli ordinamenti attuali ciò avviene, di solito, per il tramite di referendum, in cui il corpo elettorale è chiamato a pronunciarsi, mediante il voto, su una norma giuridica già emanata o da emanarsi.
Gli ordinamenti prevedono vari tipi di referendum, tra i quali si possono ricordare il referendum abrogativo, volto ad abrogare norme esistenti, e i referendum propositivo, consultivo e confermativo, che s'inseriscono nel procedimento di adozione di un atto normativo, il primo per proporla, il secondo con funzioni solamente consultive e il terzo quando l'approvazione del corpo elettorale è necessaria per l'entrata in vigore dell'atto. Inoltre, il referendum può avere a oggetto norme di rango costituzionale, legislativo o regolamentare collocandosi, quindi, allo stesso rango nella gerarchia delle fonti.

## La legge in senso formale e materiale
Si è già detto del concetto di legge in senso formale. Va ora aggiunto che nella generalità degli ordinamenti, se da un lato non tutte le funzioni normative sono concentrate nel potere legislativo, dall'altro sono attribuite a quest'ultimo anche funzioni non normative (amministrative o giurisdizionali). Quando queste funzioni sono esercitate con atti aventi forma di legge, si è di fronte a leggi meramente formali, poiché tali atti della legge hanno la forma (e la forza) ma non il contenuto (esempio tipico di legge meramente formale è, in molti ordinamenti, tra i quali quello italiano, la legge di approvazione del bilancio dello stato).
Di contro, si parla di leggi in senso materiale con riferimento a tutti gli atti a contenuto normativo, indipendentemente dalla loro forma, comprendendo, quindi, oltre alle leggi, le leggi costituzionali, i regolamenti, ecc.